# HAZOP
El HAZOP (HAZard and OPerability), en castellano AFO - Análisis Funcional de Operatividad, es una metodología con la finalidad de detectar las situaciones de inseguridad en plantas industriales debida a la operación o los procesos productivos de estas. Fue desarrollado por la Imperial Chemical Industries (ICI) en 1963 para su aplicación en el diseño de plantas para la fabricación de pesticidas.

## Ámbito de aplicación
Este método se realiza en instalaciones de proceso de relativa complejidad o áreas de almacenamiento con equipos de regulación. En plantas nuevas o en fase de diseño, puede ayudar en gran medida a resolver problemas no detectados inicialmente.

## Etapas
Un análisis HAZOP consta de las siguientes etapas:

### Definición del área de estudio
Consiste en delimitar las áreas a las cuales se va a aplicar la técnica. 

### Definición de los nodos
Se trata de identificar en cada uno de estos subsistemas o líneas una serie de nudos o puntos claramente localizados en el proceso. El HAZOP se aplica a cada uno de estos nudos que vendrá cada uno caracterizado por variables de proceso: temperatura, caudal, nivel, composición, presión, viscosidad,...
Mediante esta técnica se refleja en esquemas simplificados de diagramas de flujo todos los subsistemas considerados y su posición exacta. El documento que se utiliza como soporte principal del método es el diagrama de flujo de proceso (o de tuberías e instrumentos), P&ID.

### Aplicación de las palabras guía
Las palabras guía se utilizan para indicar el concepto que representan a cada uno de los nudos definidos anteriormente que entran o salen de un elemento determinado. Se aplican tanto a parámetros específicos (caudal, presión, temperatura,...) como a acciones (transferencias, reacciones,...). 

### Definición de las desviaciones que estudiar
Para cada nudo se plantea de forma sistemática todas las desviaciones que implican la aplicación de cada palabra guía a una determinada variable o actividad. Se deben aplicar todas las combinaciones posibles entre palabra guía y variable de proceso, descartándose durante la sesión las desviaciones que no tengan sentido para un nudo determinado.
Paralelamente a las desviaciones se deben indicar las causas posibles de estas desviaciones y posteriormente las consecuencias de estas desviaciones.

### Sesiones HAZOP
Las sesiones HAZOP tienen como misión la realización sistemática del proceso descrito anteriormente, analizando las desviaciones en todos los nudos seleccionados a partir de las palabras guía aplicadas a determinadas variables o procesos. Se determinan las posibles causas, las posibles consecuencias, las respuestas que se proponen, así como las acciones a tomar.

### Informe final
El informe final debería de constar de los siguientes documentos:
- Esquemas con la situación y numeración de los nudos de cada subsistema.
- Formatos de recogida de las sesiones con indicación de las fechas de realización y composición del equipo de trabajo.
- Análisis de los resultados obtenidos.
- Listado de las medidas a tomar.
- Lista de los sucesos iniciadores identificados.